# Ernobius fissuratus
Ernobius fissuratus är en skalbaggsart som beskrevs av Henry Clinton Fall 1905. Ernobius fissuratus ingår i släktet Ernobius och familjen trägnagare. Inga underarter finns listade i Catalogue of Life.